# Al-Kasrah
Al-Kassreh (tiếng Ả Rập: الكسرة) là một thị trấn của Syria nằm ở quận Deir ez-Zor, Deir ez-Zor. Theo Cục Thống kê Trung ương Syria (CBS), Al-Kassreh có dân số 7,659 trong cuộc điều tra dân số năm 2004.